# Franchism sociologic

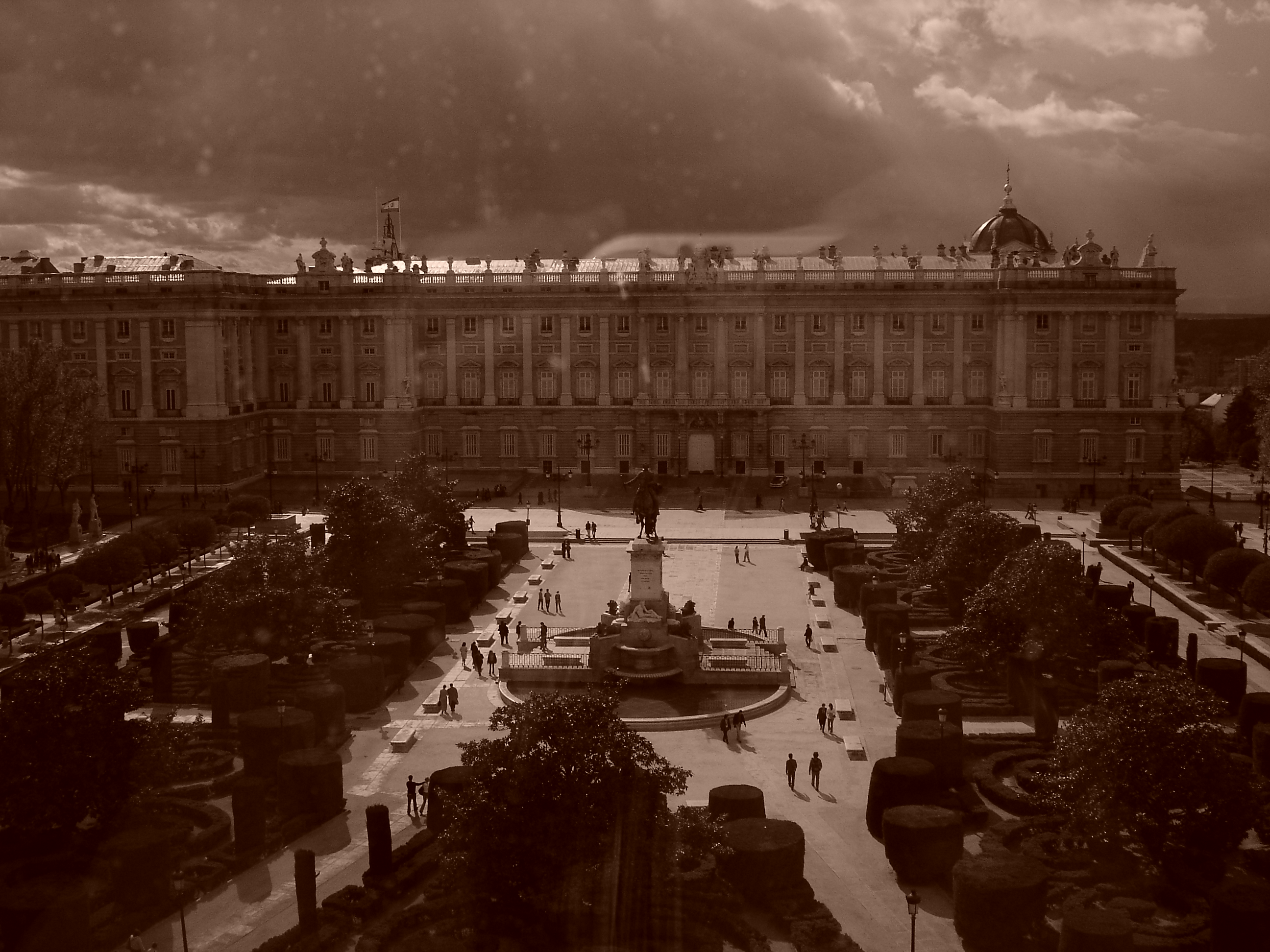
Plaza de Oriente, cu Palatul Regal din Madrid în spate. Aceasta a fost decorul celor mai mari manifestații pro-franchiste atât în timpul vieții dictatorului, cât și după moartea acestuia. Franchiștii care rămân nostalgici regimului îi comemorează încă moartea aici anual în data de 20 noiembrie (cunoscută în spaniolă ca 20-N).

Franchismul sociologic (în spaniolă franquismo sociológico) este o expresie folosită în Spania, care atestă caracteristicile sociale tipice ale franchismului care au rămas în societatea spaniolă după moartea lui Francisco Franco în 1975 și continuă până în zilele noastre. 
Cauzele fundamentale ale franchismului sociologic se găsesc în starea prelungită de represiune care a existat în cei patruzeci de ani ai dictaturii lui Franco (1936–1975) și teama de o repetare a războiului civil spaniol și de o ciocnire a așa-numitelor două Spanii. Un alt motiv pentru durabilitatea sa este rolul pozitiv atribuit franchismului în boomul economic spaniol (miracolul spaniol, 1959–1975), evitând totodată referirea la emigrația spaniolă în masă sau la perioada de recesiune economică care a prevalat în cei zece ani care au urmat Tranziției (1975–1985). Toate acestea au determinat majoritatea societății spaniole, chiar și pe cei ce se identifică cu opoziția anti-franchistă, să perpetueze comportamentele conservatoare și de supraviețuire care au fost învățate și transmise din generație în generație începând cu anii 1940. Acestea includ autocenzura, supunerea voluntară și conformarea în fața autorității  – care în cazuri extreme ar putea fi chiar catalogată drept servilism (identificat cel mai frecvent cu „ majoritatea tăcută ”) – care a oferit regimului cea mai ieftină, cea mai eficientă și cea mai omniprezentă formă de represiune.

Într-un interviu cu Xavier Moret, scriitorul Manuel Vázquez Montalbán a descris fenomenul în felul următor:
A existat un franchism sociologic care a a fost înainte și se regăsește și astăzi într-o măsură mai mare sau mai mică, cuplat cu retorica franchistă în care sunt amintiți doar cei mai buni ani – cei din 1962 sau 1963 și prima parte a anilor 1970 –, omițând anii de mizerie și recesiune economică care au fost înainte de Războiul Civil Spaniol și care au continuat să se adune sub Franco. Anii prosperi din punct de vedere economic au fost mitologizați în cadrul franchismului sociologic; totuși, ar trebui să ne reamintim că acest succes s-a bazat pe exportul șomerilor mai întâi în Catalonia și Țara Bascilor și apoi în Europa.
În aceeași ordine de idei, filosoful José Luis López Aranguren a scris că „Franchismul, deși inițial era un sistem politic, s-a transformat într-un mod de viață pentru poporul spaniol”.

## Franchismul sociologic și cultura politică
În exercitarea puterii politice, franchismul sociologic este definit ca și „cultura politică a identificării cu regimul [franchist]”.

Cu toate acestea, jurnalistul Antonio Maestre adaugă o definiție care depășește sfera politică, descriind franchismul sociologic astfel:
Grupurile de cetățeni și politicieni care, după ce au trăit bine sub franchism și i-au susținut ideile, au fost în favoarea deschiderii regimului într-o anumită măsură pentru a se asigura că Tranziția va merge într-o direcție tolerabilă.
Popularitatea lui Franco în timpul dictaturii sale nu a fost măsurată în sondajele de opinie, ci în legitimitatea armatei și legitimitatea carismatică a persoanei sale (caudillismo), precum și în legătura socială larg răspândită care a avut loc prin Movimiento nacional⁠(d) (toate acestea sunt elemente tipice fascismului). Împreună, acestea au asigurat demonstrații publice masive de sprijin și rezultate practic unanime în referendumurile naționale organizate sporadic (cum ar fi referendumul spaniol pe legea organică din 1966). În 1969, într-unul dintre ultimele sale discursuri televizate de Crăciun, Franco a vorbit despre viitorul Spaniei, spunând că totul era atado y bien atado (adică „legat și bine legat”, referindu-se la instituționalizarea regimului său), care a devenit o zicala populara în Spania. Orice indicii asupra sănătății sale personale au fost cercetate cu atenție, la fel și intențiile lui exprimate în mod eluziv, cum ar fi sintagma no hay mal que por bien no venga (echivalent aproximativ cu „în tot rău-i ș-un bine”), pe care a folosit-o cu referire la asasinarea lui Luis Carrero Blanco⁠(d) în 1973 de către grupul separatist basc ETA, și a cărui semnificație a făcut obiectul unor speculații interminabile. Într-un interviu secret din 1971 cu Vernon Walters⁠(d), trimisul lui Richard Nixon, Franco și-a exprimat părerea că, după moartea sa, societatea spaniolă va avea o evoluție politică care nu va fi în contradicție cu moștenirea sa, deoarece clasa de mijloc spaniolă, acum mai numeroasă și mai înstărită, va evita să riște un nou război civil.
În timpul schimbării de regim care a urmat morții lui Franco în 1975, totuși, cei care au rămas foarte loiali franchismului au fost relegați la mișcări de extremă dreaptă și nu au reușit să câștige un singur loc în 1977 (și au ales doar un singur deputat, Blas Piñar⁠(d), în al doilea scrutin de alegeri generale din 1979 sub stindardul co-naliaționist Unión nacional). Dreapta politică, reprezentată de o coaliție de foști administratori franchiști sub stindardul Alianza Popular (denumiți aperturistas, cei care sunt în favoarea reformei sociale), a încercat să găsească un echilibru între nevoia de a se conecta cu majoritatea socială și, în același timp, de a minimiza asocierile cu trecutul, deși cu un succes electoral foarte mic. În anii 1970 și 1980, majoritatea societății a avut tendința de a vota partide de centru (cum ar fi UCD, condus de Adolfo Suárez) sau de stânga (PSMS).

Într-o carte despre tranziție, Alfonso Osorio⁠(d), un membru al guvernului Adolfo Suárez din 1977, descrie motivele din spatele eșecului Alianza Popular de a valorifica franchismul sociologic:
Ceea ce a intenționat Alianza Popular, în esență, a fost să folosească franchismul sociologic în avantajul lor. Dar, până la urmă, ceea ce au valorificat de fapt a fost franchismul politic persistent și mai puțin semnificativ. . . Între timp, acest franchism sociologic... a favorizat alte opțiuni democratice mai aproape de centru.
Cu toate acestea, sistemul politic a continuat să prezinte elemente moștenite de la franchism. Dezbaterea dintre reforma o ruptura post-franchistă, (reformă sau ruptură politică)  s-a încheiat cu o reformă de compromis stabilită prin consens constituțional, întrucât partidele de stânga erau conștiente că propria lor slăbiciune împiedica o ruptură completă cu vechiul regim. Din 1976 încoace, regele Juan Carlos I (desemnat de Franco drept succesor al său în 1969) și echipa sa de consilieri apropiați (cei mai importanți fiind Torcuato Fernández-Miranda⁠(d) și Adolfo Suárez) au implementat reforma convenită, care i-a lăsat atât pe inmovilistas (ultraconservatori), cât și pe cei mai cunoscuți aperturistas (progresiști precum Manuel Fraga⁠(d) și José María de Areilza) departe de procesul de reformă. Gradul de democrație astfel atins este pus la îndoială de unii scriitori, printre care Armando López Salinas, care consideră că este în esență o reformă controlată, într-un anumit sens asemănătoare cu caracterizarea unificării italiene de către Giuseppe Tomasi di Lampedusa în romanul său Leopardul: „clasele conducătoare au nevoie să schimbe ceva astfel încât totul să rămână la fel”.

## Con Franco vivíamos mejor
Un semn al supraviețuirii sentimentului franchist într-un segment mare al populației a fost, printre altele, succesul pe scară largă al romanelor satirice ale simpatizantului de extremă dreapta Fernando Vizcaíno Casas (Al tercer año resucitó, De camisa vieja a chaqueta nueva), care exprimă puncte de vedere asociate cu dictonul popular de atunci „Con Franco vivíamos mejor ” („Am trăit mai bine cu Franco”). Chiar și în 2007, în contextul dezbaterilor din jurul Legii memoriei istorice, a existat încă rezistență în rândul unor segmente mari ale societății și al clasei politice de a condamna franchismul, așa cum a demonstrat politicianul de dreapta spaniol Jaime Mayor Oreja:
De ce ar trebui să condamn franchismul când au fost multe familii care l-au trăit cu naturalețe și normalitate? Pe pământurile mele basci existau mituri nesfârșite. Războiul [Civil Spaniol] a fost mult mai rău decât franchismul. Unii spun că persecuțiile din orașele bascilor au fost groaznice, dar nu poate fi cazul dacă toate Gărzile Civile din Galiția au cerut fie trimise în Țara Bascilor. A fost o situație de liniște extraordinară. Să lăsăm istoricilor comentariile despre franchism.

De asemenea, valorile tradiționale au rămas identificate cu franchismul: țara, religia și familia. Ca atare, „franchismul” este folosit, în anumite privințe, ca sinonim cu conservatorism, patriarhat, conservatorism tradiționalist sau autoritarism; toate fenomenele de lungă durată care îl precedă pe Franco. Într-adevăr, unii chiar inversează cauza și efectul dintre Franco și franchismul sociologic, postulându-l pe Franco drept efectul unui franchism sociologic preexistent, așa cum este descris de fostul redactor-șef El País, Juan Luis Cebrián⁠(d):
Nu cred că Franco a fost cauza, ci mai degrabă consecința. Nu cred că Franco sau franchismul au fost un fel de grup militar care a preluat puterea, ci mai degrabă manifestarea fizică, sau rezultatul, a unui mod de a înțelege Spania. Și o mare parte a acestui mod de a înțelege Spania a fost transmisă din generație în generație printre sectoarele din dreapta spaniolă de care aparține fostul președinte Aznar și în care și eu am fost educat. Am fost la aceeași școală cu Aznar, familia mea este, sociologic vorbind, ca a lui Aznar. Am studiat unde a studiat și el, adică în cartierul Salamanca din Madrid. Acesta este franchismul sociologic căruia i-am aparținut și, prin urmare, îl cunosc atât de bine.
Jurnalistul spaniol Enrique Gil Calvo adaugă desarrollismo – creșterea economică rapidă și fără scrupule care a dus la așa-numitul miracol spaniol, boomul economic dintre 1959 și 1974 – drept o altă zonă care a rămas identificată cu franchismul, descriind Madridul ca trecând de la „digul roșu al tuturor Spanilor”. la o „vitrină ostentativă a neo-franchismului sociologic parvenit”.
Scriitorului Manuel Vázquez Montalbán⁠(d)  i s-a atribuit sintagma satirică derivată „contra Franco vivíamos mejor” („Am trăit mai bine împotriva lui Franco”).

## Esto con Franco no pasaba
O altă zicală care rămâne prezentă în societatea spaniolă este „ Esto con Franco no pasaba ” („Asta nu s-a întâmplat niciodată cu Franco”). A fost folosită inițial ca o modalitate de denunțare a comportamentelor, apărute la scurt timp după moartea lui Franco, care contraziceau normele moralității ultra-catolice, răspândite atunci (vezi: destape („descoperire”) perioada cinematografiei spaniole care a urmat abolirii cenzurii sau Movida Madrileña).
În prezent, este de obicei folosită într-un mod retoric pentru a sublinia ironia că, în ciuda faptului că trăiesc într-o democrație liberală, unele libertăți care au fost permise de regimul francist, cum ar fi fumatul în locuri publice și a face grătar la munte sau la plajă, sunt interzise acum. În mod similar, este folosită pentru a critica problemele actuale ale societății care nu existau în epoca Franco, cum ar fi bula imobiliară spaniolă și ulterior faptul că tinerii adulți care părăsesc casa familiei tot mai târziu.

## Sindromul Moncloa

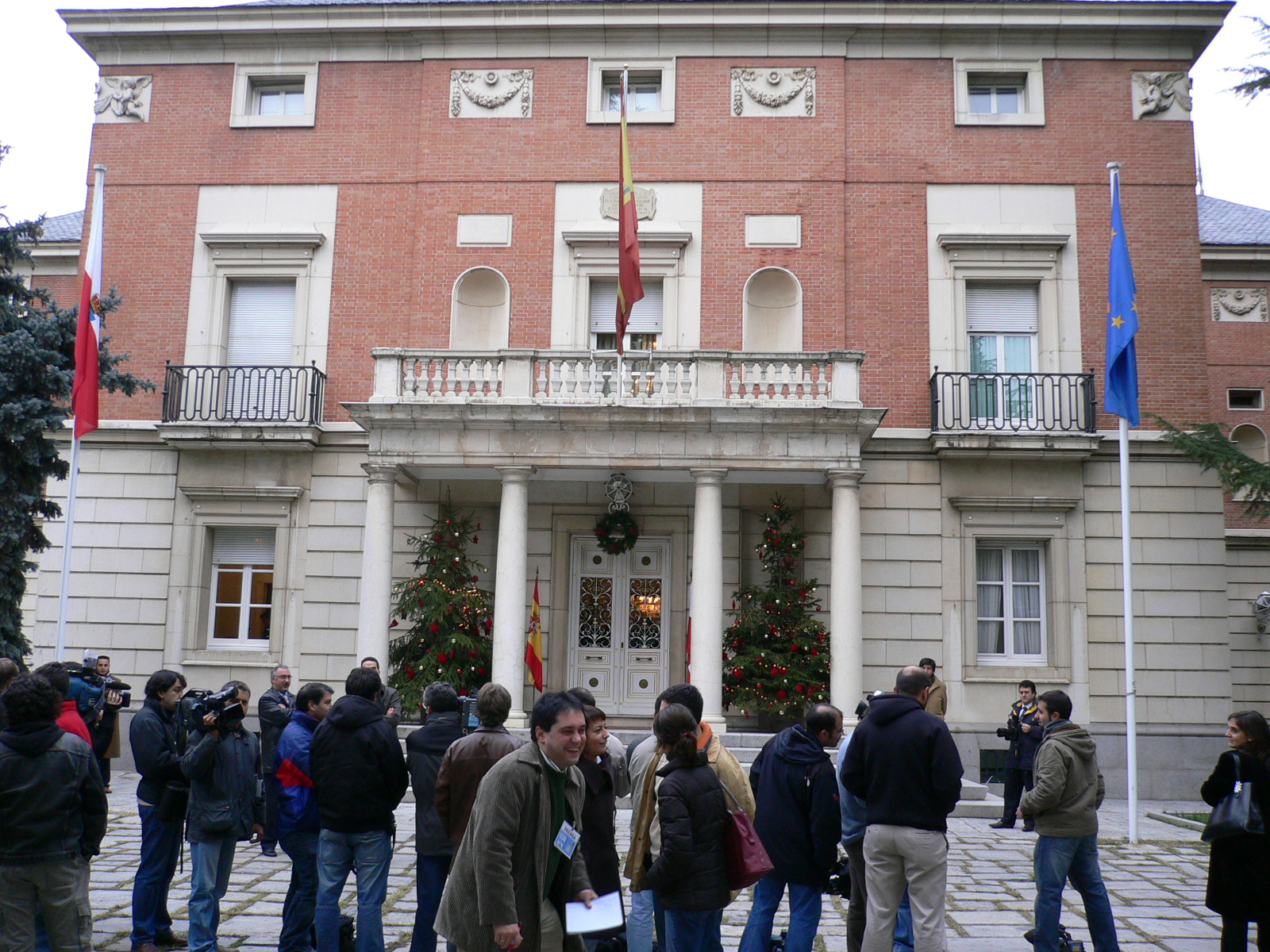
Palatul Moncloa a fost reședința oficială a primului ministru de când Adolfo Suárez a mutat-o din fosta locație, tradițională, din Paseo de la Castellana nr. 3, lângă din Madrid. Izolarea atribuită noii locații, în partea de nord-est a capitalei într-un decor care amintește de reședința lui Franco din Palatul Regal El Pardo, se reflectă în expresia „sindromul Moncloa”, care este folosită pentru a descrie trufia sau detașarea de realitate care se presupune că i-a afectat pe toți prim-miniștrii succesori.

Dezbaterile au continuat pentru a stabili dacă, din punct de vedere democratic, efectele de durată ale franchismului au fost mai mari sau mai mici decât schimbările reale. Un aspect descris ca o moștenire din trecutul franchist este personalismul notabil al liderilor Spaniei (de ex Adolfo Suarez, Felipe González, José María Aznar, José Luis Rodríguez Zapatero, Mariano Rajoy și Pedro Sánchez) împreună cu influența extraordinară pe care guvernul o deține asupra parlamentului, mult mai mare decât în alte democrații europene. Deși Constituția din 1978 nu poate fi descrisă ca un sistem prezidențial, puterile deținute de primul ministru sunt ample. Pe de altă parte, învestitura prim-ministrului a avut loc întotdeauna fără prea multe probleme până la alegerile generale neconcludente din 2015, mai ales în comparație cu alte democrații parlamentare (cum ar fi Italia); mandatele guvernamentale au fost stabile (cu excepția loviturii de stat eșuate din 1981⁠(d), sau poate tocmai din cauza acesteia) și de lungă durată (cu excepția guvernului lui Leopoldo Calvo-Sotelo, în aceeași împrejurare) și nu au recurs niciodată la un guvern de coaliție, până la al doilea Guvern Sánchez în 2020. Un ultim aspect este faptul că guvernul spaniol a fost în mod tradițional un sistem cu două partide, cu partide naționaliste/regionaliste mai mici, periferice, deși ascensiunea recentă a Podemos și Ciudadanos⁠(d) a produs un parlament mai fragmentat.

Într-un eseu, academicianul spaniol Carlos Ollero și-a exprimat următoarele rezerve cu privire la conceptul de franchism sociologic:
Cred că această expresie este imprecisă și se poate preta la neînțelegeri. Este necesar să se facă distincția între două sensuri interdependente, dar diferite, cu grade diferite de eficiență. Primul sens, mai strict, se referă la complexul de structuri socio-economice și interese concrete create, menținute și consolidate de sistemul franchist. Cel de-al doilea, prea larg, include sub termenul generic de "franchism sociologic" ceea ce, în termeni generali, poate fi înțeles ca ansamblul de atitudini sociopolitice, reminiscențe în comportamentele personale și colective și inerția pasivă sau indecisă, provocată de patruzeci de ani de exercitare fermă a puterii personale.